# Valdemar Júnior
Valdemar Rodrigues Lima Júnior (Porto Nacional, 20 de janeiro de 1974) conhecido popularmente como Valdemar Júnior, é um radialista, bacharel em Direito e político do estado do Tocantins filiado ao Republicanos, deputado estadual desde 1.º de fevereiro de 2015.

## Biografia
Valdemar Júnior nasceu em Porto Nacional no dia 20 de janeiro de 1974. Radialista e formado em Direito, iniciou carreira política em 2008, quando foi eleito vereador de Palmas. Foi secretario de Estado da Comunicação do Tocantins, superintendente da RedeSat Tocantins (2006 a 2008) e secretário municipal de Urbanismo de Palmas.
Nas eleições de 2014, foi eleito deputado estadual pelo (PSB), sendo reeleito em 2018, pelo MDB, assumindo o Diretório Metropolitano do partido em Palmas no período de 2019 a 2022.
Em 2022, foi reeleito deputado estadual pela segunda vez pelo Republicanos. Declarou, nas eleições daquele ano, ter um patrimônio avaliado em aproximadamente R$ 422 mil.

Na Aleto, Valdemar Júnior exerceu os cargos de segundo secretário da Mesa Diretora e a Presidência da Comissão de Saúde e Assistência Social.